# Bernays Propaganda
Bernays Propaganda —  македонський музичний гурт зі Скоп'є, чию музику описують як поєднання ньювейву із пост-панком. Назву взято з книги "Пропаганда" Едварда Бернайса, яка досліджує психологію маніпулювання масами.

## Учасники
- Крістіна Ґоровська (Кристина Горовска) — вокал
- Васко Атанасоський (Васко Атанасоски) — гітара
- Джано Куц (Џано Куц) — ударні
- Ненад Тріфуновський (Ненад Трифуновски) — бас-гітара

## Дискографія
- Happiness Machines (квітень 2009)
- My Personal Holiday (травень 2010)
- Играј Слободно! (січень 2012) — ремікси інших виконавців на пісні гурту
- Забранета планета (лютий 2013)
- Политика (березень 2016)
- Втора младост, трета светска војна (вересень 2019)